# Petite Martinique
Petite Martinique ist eine grenadische Insel. Sie ist gemeinsam mit ihrer fünf Kilometer westlich gelegenen Nachbarinsel Carriacou ein Teil der Grenadinen, einer Inselgruppe innerhalb der Kleinen Antillen.
Sie ist etwa 2,4 km² groß und hat rund 900 Einwohner. Sie erreicht eine Höhe von 226 Metern. Die nächstgelegene Insel ist die nur 725 Meter weiter nördlich gelegene Nachbarinsel Petit St. Vincent, die zum Staat St. Vincent und die Grenadinen gehört.

## Geschichte
Petite Martinique wurde von seinen jeweiligen Eigentümern und Kolonialherren stets zu Grenada gerechnet und teilt mithin dessen Geschichte, die mehrmalige Besitzerwechsel zwischen Frankreich und Großbritannien beinhaltet. Der Einfluss beider Länder macht sich noch heute bemerkbar. Der französische Einfluss manifestiert sich primär in der Benennung geographischer Objekte; das ehemals dominierende, französisch geprägte Antillen-Kreolisch ist auf Petite Martinique eine aussterbende Sprache.

## Wirtschaft
Die Einheimischen leben vor allem vom Tourismus, außerdem von der Fischerei und vom Bootsbau.

## Post
Für die beiden bewohnten Inseln Carriacou und Petite Martinique werden seit dem 24. Dezember 1973 eigene Briefmarken mit dem Landesnamen „Grenada-Grenadines“ ausgegeben. Seit 1999 tragen die Briefmarken den Landesnamen „Grenada / Carriacou & Petite Martinique“.

## Verkehr
Seit 1998 besteht über Carriacou eine tägliche Fährverbindung nach Grenada.